# Прапор Варегема
Прапор Варегема був офіційно затверджений муніципальною радою 10 червня 1980 року як муніципальний прапор західнофламандської комуни і міста Варегем. 1 грудня 1980 року він був підтверджений королівським указом і остаточно опублікований 29 січня 1981 року в офіційному бельгійському державному віснику.

Офіційно прапор описується так: 
Дві однаково високі смуги білого та червоного кольорів з гербом міста посередині білого кольору.
Кольори прапора походять від міського герба.

Раніше муніципалітет стверджував, що оригінальний прапор, запропонований муніципальною радою Варегема, не містив герба. Цей герб був доданий Фламандською геральдичною радою, щоб краще розрізняти прапор. 

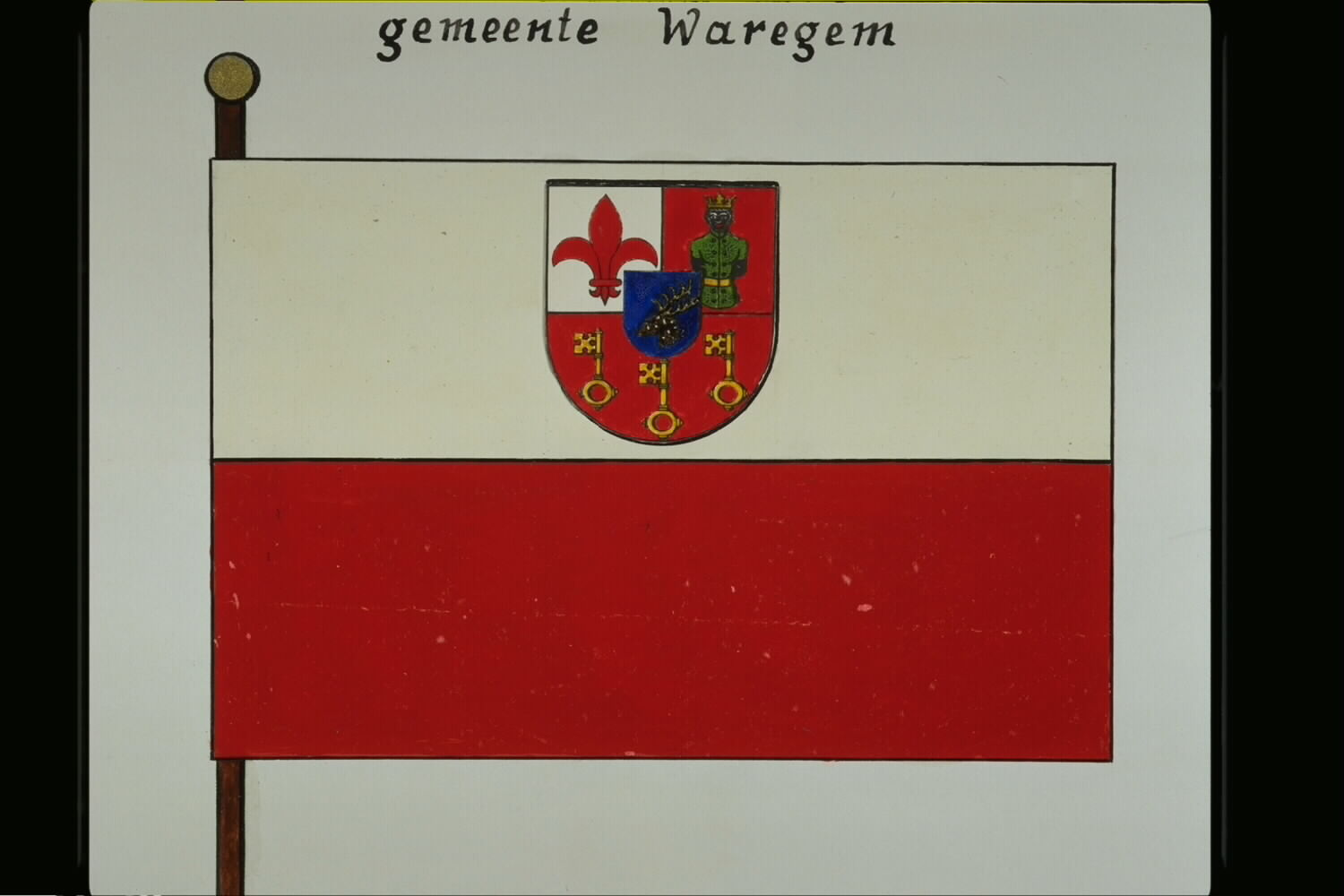
Офіційний малюнок прапора
Герб Варегема